# Wayne Connelly
Wayne Francis Connelly (* 16. November 1939 in Rouyn, Québec) ist ein ehemaliger kanadischer Eishockeyspieler, der im Verlauf seiner aktiven Karriere zwischen 1956 und 1977 unter anderem 567 Spiele für die Canadiens de Montréal, Boston Bruins, Minnesota North Stars, Detroit Red Wings, St. Louis Blues und Vancouver Canucks in der National Hockey League sowie 402 Spiele für die Minnesota Fighting Saints, Cleveland Crusaders, Calgary Cowboys und Edmonton Oilers in der World Hockey Association auf der Position des rechten Flügelstürmers bestritten hat.

## Karriere
Connelly spielte zu Beginn seiner Juniorenzeit in der Saison 1955/56 bei den New Hamburg Raiders, einem zweitklassigen Team der Ontario Hockey Association. Zum Ende der Spielzeit wechselte der rechte Flügelstürmer in die höchste Spielklasse der OHA zu den Kitchener Rangers, die aber dem folgenden Spieljahr unter dem Namen Peterborough Petes am Ligaspielbetrieb teilnahmen. Für die Petes war Connelly die folgenden vier Spielzeiten bis zum Sommer 1960 aktiv. Während seiner Zeit in der OHA gewann er am Ende der Saison 1958/59 den J. Ross Robertson Cup mit Peterborough. Zudem wurde er ins First All-Star Team der Liga gewählt. In seiner letzten Saison gewann er als wertvollster Spieler der Liga die Red Tilson Trophy.
Gleich nach dem Ende der Juniorensaison wechselte der Flügelspieler noch im Frühjahr 1960 in den Profibereich und bestritt für die Royaux de Montréal aus der Eastern Professional Hockey League seine ersten Spiele. Die Saison 1960/61 absolvierte er komplett bei den Royaux und seine 49 Scorerpunkte in 64 Partien führten schließlich dazu, dass er gegen Ende der Spielzeit zu drei Einsätzen bei den Canadiens de Montréal aus der National Hockey League kam. Die Canadiens verpflichteten Connelly schließlich, gaben ihn aber bereits im Oktober 1961 nach wenigen Einsätzen für die Hull-Ottawa Canadiens in der EPHL an die Boston Bruins aus der NHL ab. In Boston erkämpfte sich der Kanadier einen Stammplatz in der Saison 1961/62 und kam auf 61 Einsätze. Mit Beginn der Spielzeit 1962/63 verlor Connelly seinen festen Platz im NHL-Kader und pendelte zwischen selbigem und dem Kader der Kingston Frontenacs aus der EPHL. Im nächsten Jahr waren es der Kader der Bruins und der San Francisco Seals aus der Western Hockey League. An diese wurde der Angreifer im Juni 1964 schließlich verkauft.
Nach zwei Spieljahren fest in Diensten der Seals, bei denen er in diesem Zeitraum zu 149 Spielen und 166 Punkten kam, erwarben die Bruins ihren Ex-Spieler im Juni 1966 zurück. Dem Stürmer gelang es zur Saison 1966/67 erneut einen Stammplatz in Bostons Aufgebot zu ergattern. Durch den NHL Expansion Draft 1967 musste er das Team aber nach nur einem Jahr wieder verlassen, da er von den Minnesota North Stars ausgewählt worden war. Connelly lief fast zwei Jahre bis zum Februar 1969 für das neu gegründete Franchise auf, ehe er im Tausch für Danny Lawson und den Transferrechten an Brian Conacher an die Detroit Red Wings abgegeben wurde. Beim Original-Six-Team stand er bis in die Saison 1970/71 hinein unter Vertrag. Da er seine Vorjahresleistung mit 59 Scorerpunkten bis zum Februar 1971 aber nicht annähernd bestätigen konnte, trennten sich die Red Wings in einem Transfergeschäft von ihm. Mit Garry Unger wechselte Connelly zu den St. Louis Blues, während diese Red Berenson und Tim Ecclestone an Detroit abgaben. Für die Blues bestritt Connelly saisonübergreifend lediglich 49 Partien, da er bereits Mitte November 1971 gemeinsam mit Gene Carr und Jim Lorentz zu den New York Rangers transferiert wurde. Im Gegenzug wechselten André Dupont, Jack Egers und Mike Murphy nach St. Louis. Allerdings kam Connelly zu keinem Einsatz für New York, da er bereits am Folgetag in den nächsten Transfer involviert war. Zusammen mit Dave Balon und Ron Stewart wechselte er zu den Vancouver Canucks; Gary Doak und Jim Wiste zog es währenddessen zu den Rangers. Bei den Canucks beendete er schließlich die Saison.
Auf der Suche nach mehr Kontinuität zog es den Angreifer im Sommer 1972 in die neu gegründete World Hockey Association, die in Konkurrenz zur NHL stand. Nachdem er im Februar 1972 im WHA General Player Draft von den Minnesota Fighting Saints ausgewählt worden war, ging er mit dem Start der Spielzeit 1972/73 für diese aufs Eis. Connelly spielte bis in die Saison 1975/76 hinein für die Fighting Saints. Erst als diese im Verlauf der Saison den Spielbetrieb einstellen mussten, schloss er sich als Free Agent den Cleveland Crusaders an, wo er das Spieljahr beendete. In der Sommerpause transferierten die Crusaders ihn nach nur 15 Einsätzen für Fred O’Donnell und Bob McManama zu den New England Whalers, die ihn wiederum noch vor dem Saisonstart an die Calgary Cowboys verkauften. Auch in Calgary fand der mittlerweile 37-jährige Flügelspieler keine feste Anstellung, da er im Januar 1977 nach 25 absolvierten Begegnungen mit Claude St. Sauveur an die Edmonton Oilers verkauft wurde. Am Ende der Spielzeit beendete Connelly seine Karriere.

## Erfolge und Auszeichnungen
| - 1959 J.-Ross-Robertson-Cup-Gewinn mit den Peterborough Petes - 1959 OHA First All-Star Team - 1960 Red Tilson Trophy - 1965 WHL Second All-Star Team | - 1966 WHL Second All-Star Team - 1973 Teilnahme am WHA All-Star Game - 1974 Teilnahme am WHA All-Star Game |

## Karrierestatistik
(Legende zur Spielerstatistik: Sp oder GP = absolvierte Spiele; T oder G = erzielte Tore; V oder A = erzielte Assists; Pkt oder Pts = erzielte Scorerpunkte; SM oder PIM = erhaltene Strafminuten; +/− = Plus/Minus-Bilanz; PP = erzielte Überzahltore; SH = erzielte Unterzahltore; GW = erzielte Siegtore; 1 Play-downs/Relegation; Kursiv: Statistik nicht vollständig)